# Peter Farmer
Peter Farmer (Renton, 26 ottobre 1886 – Londra, 4 settembre 1964) è stato un allenatore di calcio scozzese.

## Carriera
Peter Farmer fu allenatore dell'Olympique de Marseille e successivamente del Torino. Chiuse la carriera allenando il Racing Club de France Football.
Nel 1928 partecipò ai Giochi Olimpici con la nazionale francese di calcio.

## Palmarès

### Allenatore

#### Competizioni nazionali
- Coppa di Francia: 1

Olympique Marsiglia: 1923-1924